# Pingshan (socken i Kina, Guangxi)
Pingshan (kinesiska: 平山乡, 平山) är en socken i Kina. Den ligger i den autonoma regionen Guangxi, i den södra delen av landet, omkring 280 kilometer nordväst om regionhuvudstaden Nanning.
Genomsnittlig årsnederbörd är 1 407 millimeter. Den regnigaste månaden är juni, med i genomsnitt 310 mm nederbörd, och den torraste är februari, med 20 mm nederbörd.